# Franca Basquetebol Clube
Franca Basquetebol Clube, o simplemente Franca, es un club brasilero de baloncesto de la ciudad de Franca. Franca es el segundo club con más títulos del Campeonato Sudamericano de Clubes, con seis títulos. Franca también  es el máximo campeón del Campeonato Panamericano de Clubes, con cuatro títulos.

## Historia
Franca fue fundado el 10 de mayo de 1959.
En el club, actuaron varios jugadores que se destacaron en el baloncesto brasileño, como Hélio Rubens, Toto y Fransérgio Garcia, Fernando Minucci, Chui, Jorge Guerra (Guerrinha), Helinho, Anderson Varejão (ahora en la NBA), Murilo Becker y muchos otros.
Ganó su primer  título del Campeonato Sudamericano de Clubes en la temporada 1974.

## Palmarés

### Títulos internacionales
- 4 Campeonato Panamericano de Clubes: 1993, 1994, 1997 y 1999.
- 6 Campeonato Sudamericano de Clubes: 1974, 1975, 1977, 1980, 1990 y 1991.
- 1 Liga Sudamericana de Clubes: 2018.
- 1 Liga de Campeones de Baloncesto de las Américas: 2023.

### Títulos nacionales
- 13 Campeonato Brasileño de Baloncesto: 1971, 1974, 1975, 1980, 1981, 1990, 1991, 1993, 1997, 1998, 1999, 2022, 2023.[1]
- 1 Novo Basquete Brasil: 2024

## Jugadores históricos
- Anderson Varejão
- Guerrinha
- Hélio Rubens
- Tato López
- Maurice Spillers

## Entrenadores
- 1959-1981 - Pedro Morilla Fuentes (Pedroca)
- 1981-2000 - Hélio Rubens Garcia
- 2000-2004 - Daniel Abrão Wattfy
- 2004-2005 - Marco Aurélio Pegolo dos Santos (Chuí)
- 2005-2012 - Hélio Rubens Garcia
- 2013 - Lula Ferreira